# Prospect, Maine
Prospect är en kommun (town) i Waldo County i delstaten Maine i USA. Vid 2010 års folkräkning hade Prospect 709 invånare.